# Рутвичка звичайна
Ру́твичка звича́йна (Isopyrum thalictroides) — отруйна багаторічна рослина родини жовтецевих. Ранньовесняний ефемероїд, що рясно квітне дрібними білими квітками. Релікт, поширений у Середземномор'ї, Західній, Центральній та, частково, у Східній Європі. Регіонально рідкісний вид, занесений до Червоної книги Білорусі, також знаходиться під охороною у Швейцарії, Україні та Литві. Зрідка використовується як декоративна рослина, відіграє певну роль у бджолярстві як медонос, перспективний для застосування у медицині.

## Назва
Латинська родова назва походить від давньогрецьких слів isos — «однаковий» і pyros — «пшениця». Вона обумовлена зовнішнім виглядом насіння, схожим на пшеничні зерна. Українська родова назва рутвички звичайної вказує на зовнішню подібність листків цього виду до рутвиць — представників спорідненого роду тієї ж родини. Таке ж значення має і латинська видова назва, що походить від слів thalictrum — «рутвиця» та oides — «подібний». Українська видова назва вказує на відносну поширеність цієї рослини в межах притаманних їй біотопів. Крім того, у Словнику українських наукових і народних назв судинних рослин Ю. Кобіва для рутвички звичайної наведені такі назви як рівноплі́дник рутвицели́стий, рівноплі́дник рутвице́вий (наукові синоніми), рути́чка або незго́да рути́чка, пу́калка, рясть бі́ла (народні назви). Остання назва походить від слова «ряст», яким у давнину позначали всі рослини із дрібними білими квітками. Однак, слід зауважити, що в сучасній українській ботанічній номенклатурі назва «ряст» закріплена за родом Corydalis родини Жовтецевих.

## Опис

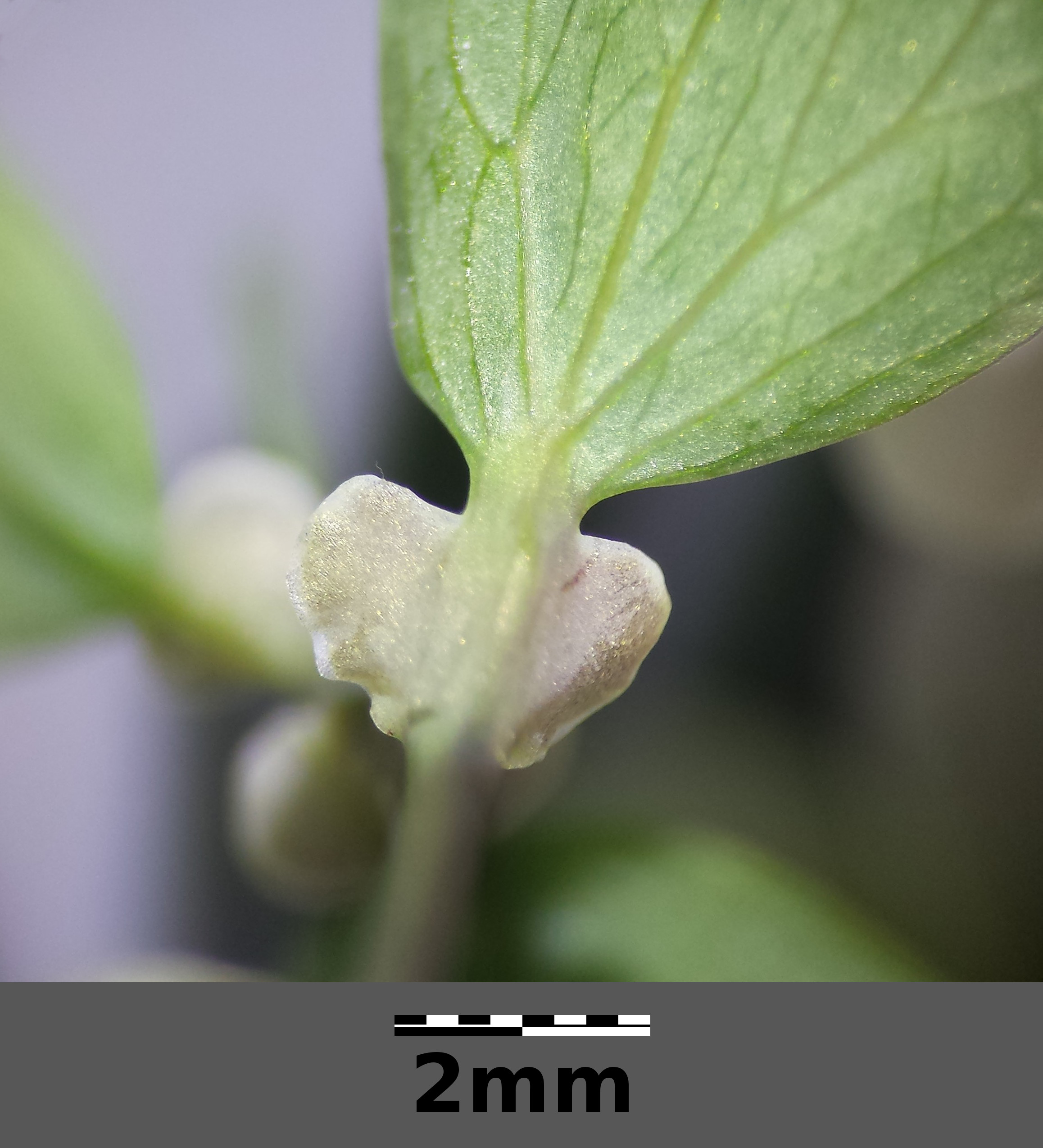
Прилистки.

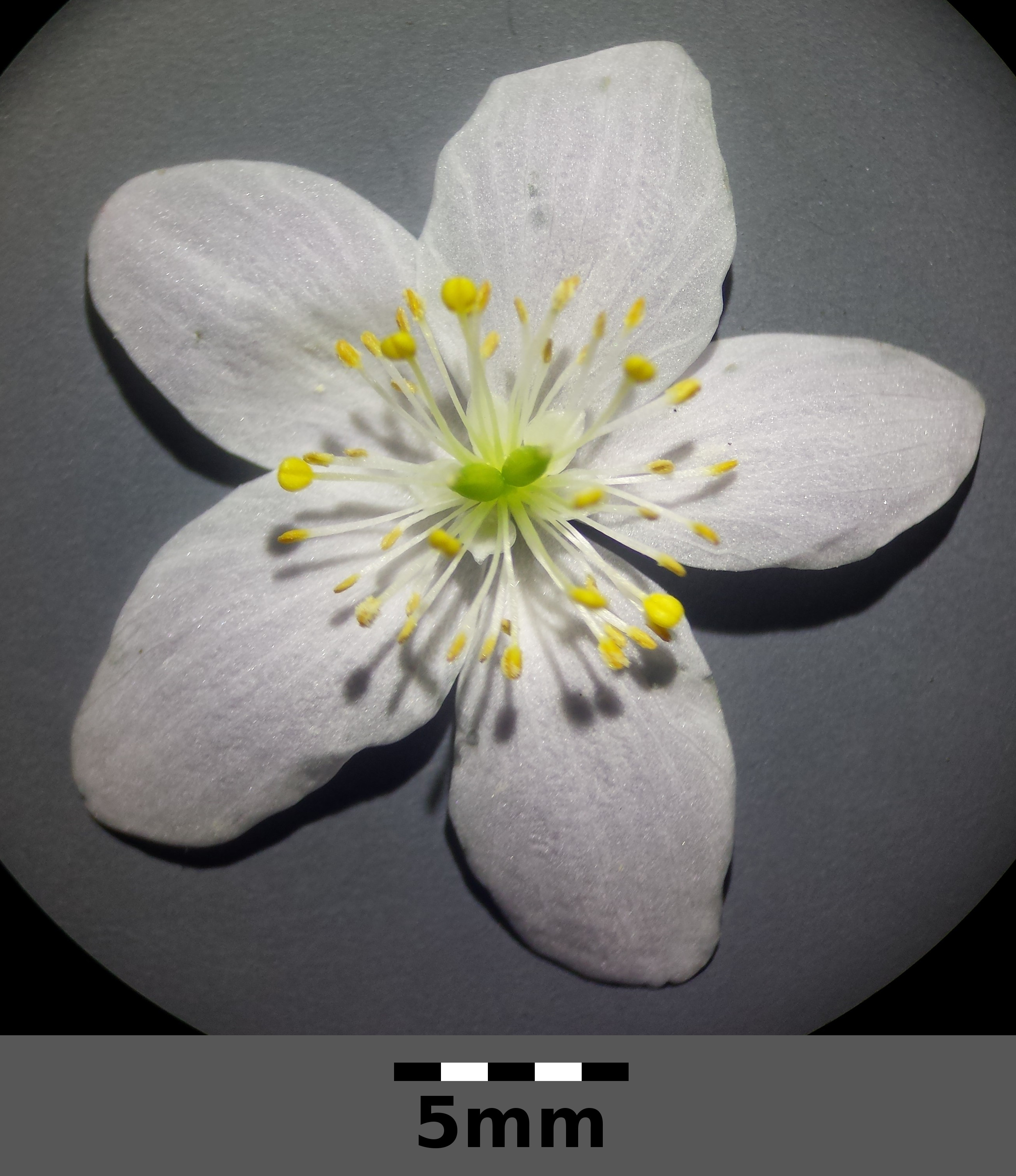
Квітка.

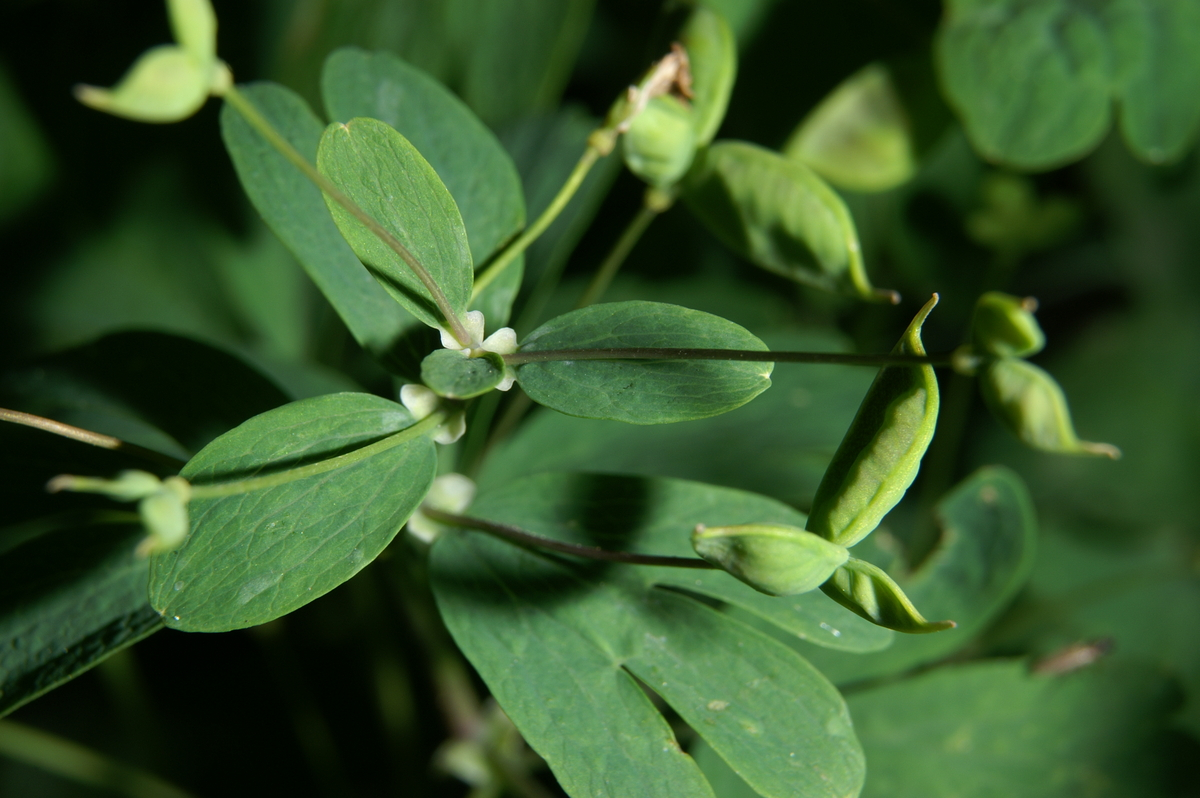
Загальний вигляд верхніх листків та розташування плодів.

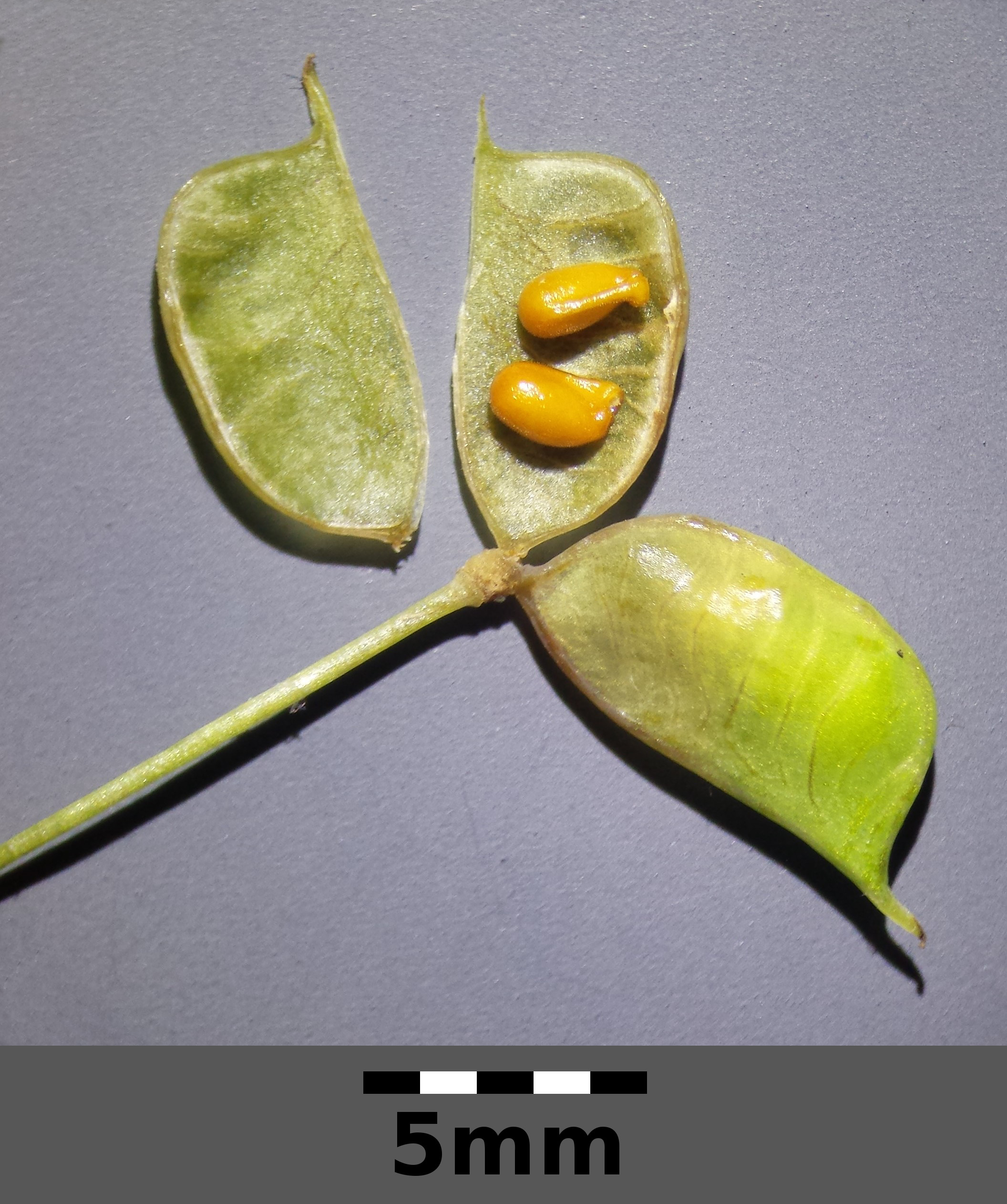
Розкритий плід.

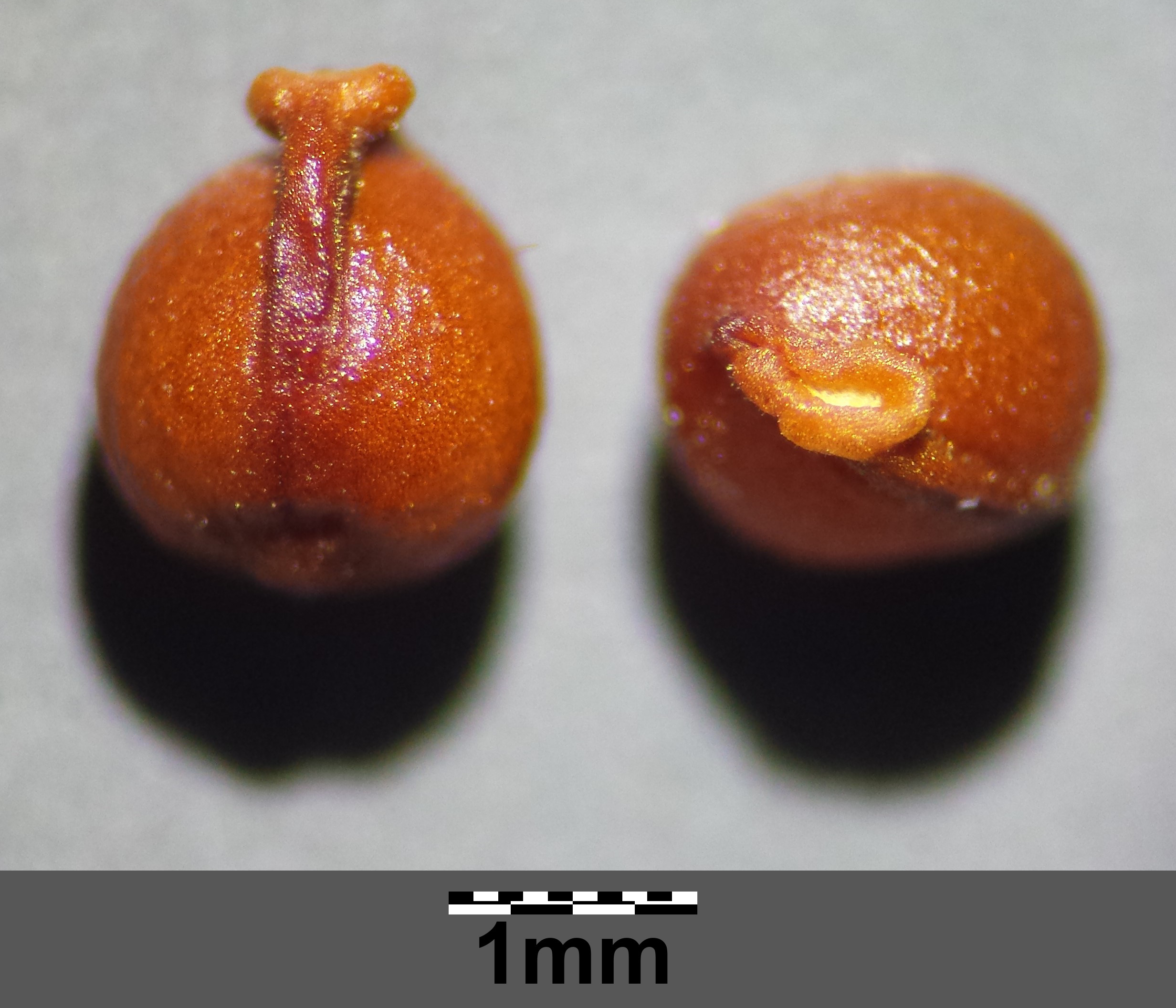
Насіння.

Багаторічна трав'яниста рослина заввишки 10-30 см, загалом тендітна та ніжна. Геофіт. Тонке кореневище майже вертикальне або косе, розгалужене, повзуче, білувате. З його вузлів виходять мички численних м'ясистих, але тонких і прямих коренів. Стебла нечисленні, часто поодинокі, тонкі, прямостоячі, розгалужені, улиснені тільки у верхній частині. Їхня основа огорнута кількома широкими плівчастими піхвами. Зазвичай вони голі, зрідка слабко опушені у нижній частині. Листки двох типів: прикореневі та нижні стеблові на черешках завдовжки 5-10 см, двічі або тричі трійчасті з трилопатевими або тридільними оберненояйцеподібними листочками, голі чи слабко опушені з нижнього боку, із білуватими плівчастими прилистками завдовжки 2,5-4 мм, завширшки до 3 мм; верхні стеблові листки сидячі або на черешках завдовжки 1-2 см, подібні до нижніх за формою, але менш складні та дрібніші за розміром, із двома короткими прилистками.
Квітки зазвичай поодинокі, рідше розташовані по 2-3 на тонких квітконіжках завдовжки 1-2 см, що виходять із пазух верхніх листків. Квітки рутвички звичайної двостатеві, актиноморфні, із подвійною оцвітиною завширшки 1-2 см. Чашечка складена з 5-6 овальних опадних чашолистків білого (рідше рожево-фіолетового) кольору завдовжки 9-10 мм, завширшки до 6 мм, які часто сприймають за пелюстки. Справжні пелюстки у цієї рослини перетворилися на нектарники. Їх 5-6 штук, вони дуже дрібні (завдовжки 1-2 мм), зубчасті, білі. Тичинок 20-30, вони довші за пелюстки, але коротші за чашолистки, мають білі тичинкові нитки та жовті дволопатеві пиляки.
Плоди — пласкі, однобічноланцетні листянки завдовжки 6-10 мм, із коротким, тонким, злегка загнутим носиком. Листянки складені по 2-3 штуки. Насінини оберненояйцеподібні, гладенькі, лискучі, бурого або майже чорного кольору. 1 грам містить близько 190 насінин.
Число хромосом 2n = 14.

### Хімічний склад
У кореневищах рутвички звичайної знайдений ряд алкалоїдів, таких як: ретикулін, ізокорідин, ізоталмідин, ізопілтандин, ізопіруталдин, колюмбамін, палматин. Ці речовини надають їй отруйних властивостей. Разом з тим, сучасні дослідження показали, що вони пригнічують розвиток одного зі збудників малярії — Plasmodium falciparum.

## Поширення
Рутвичка звичайна за походженням є центральноєвропейською гірською рослиною. Це реліктовий вид, притаманний пребореальному періоду розвитку рослинності. Його ареал охоплює переважно гірські райони Середземномор'я, Західної, Центральної та, частково, Малої Азії й Східної Європи. В останньому регіоні рутвичка звичайна трапляється тільки в Україні, Молдові та на заході Білорусі. Наразі у Білорусі цей вид став рідкісним, достовірні його знахідки здійснені у Берестейському, Пружанському, Кам'янецькому, Малоритському районах Берестейської області та в Свіслоцькому районі Гродненської області. В інших країнах Європи цей вид також розповсюджений нерівномірно. Наприклад, він знайдений у центральній та північній Італії, на острові Корсика, але відсутній у Греції й Албанії, також спорадично поширений в Австрії, рідкісний у Швейцарії та на півночі Альп.
В межах України ця рослина доволі звичайна у лісах Правобережжя, де південно-східна межа її розповсюдження проходить через захід Черкаської та південний захід Київської областей. Найчисельніша рутвичка звичайна у Тернопільській, Хмельницькій та на південному заході Вінницької області, у яких проективне покриття сягає 6 %, а частота трапляння доходить до 76 %. На решті території частота трапляння не перевищує 20 %.

## Екологія
Морозостійка, помірно тіньовитривала рослина, що полюбляє рости у напівтіні. Віддає перевагу помірно зволоженим, пухким та родючим ґрунтам, переважно дерново-підзолистим чи бурим лісовим, у південній частині ареалу також часто зростає на карбонатних. Разом з тим, помічено, що ця рослина уникає багатих на нітрати ґрунтів, а в межах України відсутня на вершинах товтр і ділянках із перегнійно-карбонатними ґрунтами. Типовими біотопами для неї є старі, світлі ясеневі, дубово-грабові, липово-грабові та чисті грабові ліси із квасеницею звичайною та яглицею звичайною у трав'яному покриві. Рідше вона трапляється у чагарниках, на лісових луках, на півдні може зростати у букових, березових, вільхових, осокорових, каштанових лісах. У горах вона трапляється переважно у нижньому поясі на висотах до 1200 м. Входить до складу рослинних угруповань порядку Fagetalia, а в асоціаціях Tilio-Carpinetum, Isopyro thalictroides-Carpinetum і Mercurialo-Quercetum рутвичка звичайна виступає індикатором.
Розмножується вегетативно (поділом кореневищ) та насінням. Квітне в різних частинах ареалу в березні-травні протягом 20 днів, в Україні цвітіння відбувається із другої половини квітня до середини травня. Як правило, воно рясне і в цей час рослини вкриті численними цятками білих квіток. Запилення здійснюють комахи, в першу чергу, оси та бджоли. Насіння достигає наприкінці травня, розповсюджується воно шляхом барохорії. Наприкінці червня — початку липня надземна частина рутвички звичайної відмирає. Таким чином, цей вид належить до ефемероїдів — рослин зі скороченим життєвим циклом, що є пристосуванням до життя під покривом густого лісу. Починаючи з кінця червня на кореневищі починає формуватись брунька відновлення, і на початку осені в ній вже є повноцінний зародок, з якого наступного року виросте новий пагін.
У природі і культурі рутвичку звичайну шкідники практично не ушкоджують, але за надмірного зволоження вона може вражатися борошнистою росою.

## Статус і значення виду
Враховуючи значну осяжність ареалу цієї рослини, загалом вона не є під загрозою. Водночас, в окремих регіонах популяції рутвички звичайної нечисельні, відокремлені одна від одної. В цих умовах вони особливо уразливі до дії несприятливих чинників: витоптування, збирання рослин для букетів, надмірного випасання худоби, а також до будь-яких змін середовища, як спричинених людиною (вирубування лісів), так і природних (надмірне навантаження на екосистеми з боку травоїдних ссавців). З огляду на це, рутвичка звичайна занесена до Червоної книги Білорусі, знаходиться під охороною у Литві та Швейцарії. В Україні вона занесена до місцевих списків охоронюваних рослин у Вінницькій та Київській областях. За даними Інституту ботаніки імені М. Г. Холодного загальна кількість рутвички звичайної в межах України оцінюється приблизно у 40 мільярдів особин.
Господарське значення цього виду невелике. Починаючи із середини XVIII століття рутвичку звичайну інколи висаджують у садках як ґрунтопокривну рослину. Цей вид також придатний для використання у бордюрах, альпінаріях. Окрім дикої форми відомий махровий сорт 'Shoaf's Double' із рожевими квітами. У культурі рутвичка звичайна не надто вибаглива: за умови доброго зволоження і дренажу, на угноєних ділянках швидко розростається, а влітку під час спокою не потребує догляду, привабливий вигляд без пересадки зберігає до 30 років. Вирощування в ботанічних чи приватних садах може бути одним із заходів по відновленню чисельності цієї рослини. Крім того, навесні вона відіграє певну роль як джерело підтримуючого медозбору, оскільки о цій порі року медоносні бджоли відчувають брак корму.

## Таксономія
- Aquilegia thalictroides (L.) E.H.L.Krause
- Fontanella tertiaria Kluk ex Besser
- Helleborus thalictroides Lam.
- Thalictrella thalictroides (L.) E.Nardi[1]